# Kanton Kortrijk
Kanton Kortrijk is een kanton in de Belgische provincie West-Vlaanderen en het gelijknamige arrondissement. Het is de bestuurslaag boven die van de desbetreffende gemeenten, tevens is het een gerechtelijk niveau waarbinnen twee vredegerechten georganiseerd worden die bevoegd zijn voor de deelnemende gemeenten. Beide types kanton beslaan niet noodzakelijk hetzelfde territorium.

## Gerechtelijke kantons Kortrijk
Kortrijk bestaat uit twee gerechtelijke kantons die elk een vredegerecht inrichten en gelegen zijn in het gerechtelijk arrondissement West-Vlaanderen.
- Kortrijk 1: Dit gerechtelijk kanton is bevoegd voor het gedeelte van de stad Kortrijk ten noorden van de E17 en voor de gemeente Kuurne. De huidige vrederechter van het eerste Kanton Kortrijk is mevrouw Goedele Vandenbulcke (Koninklijk besluit van 5 december 2012).
- Kortrijk 2: Dit gerechtelijk kanton is bevoegd voor het gedeelte van de stad Kortrijk ten zuiden van de E17 en de gemeenten Anzegem, Avelgem, Deerlijk, Spiere-Helkijn en Zwevegem. De huidige vrederechter van het tweede kanton Kortrijk is de heer Christophe Robbe (Koninklijk besluit van 30 december 2009).

Beide vredegerechten zijn gevestigd in de Beheerstraat 41 in 8500 Kortrijk.
De vrederechter is bevoegd bij kleine betwistingen of invorderingen (tot 5000 euro), huurgeschillen, voogdij, bewindvoering over onbekwaam verklaarde meerderjarigen, appartementseigendom, burenhinder, erfdienstbaarheden ...
| Gebied           | Europese Unie    | België           | België           | België           | België           | Gent           | West-Vlaanderen | West-Vlaanderen             | West-Vlaanderen             | Kortrijk 1-2                    |                                 |                                 |                                 |
| Sociaal recht    | Hof van Justitie | Hof van Cassatie | Hof van Cassatie | Hof van Cassatie | Hof van Cassatie | Arbeidshof     | Arbeidshof      | Arbeidsrechtbank            | Arbeidsrechtbank            | Arbeidsrechtbank                | Arbeidsrechtbank                | Arbeidsrechtbank                |                                 |
| Handelsrecht     | Hof van Justitie | Hof van Cassatie | Hof van Cassatie | Hof van Cassatie | Hof van Cassatie | Hof van Beroep | Hof van Beroep  | Rechtbank van Koophandel    | Rechtbank van Koophandel    | Vredegerecht                    | Vredegerecht                    | Vredegerecht                    |                                 |
| Burgerlijk recht | Hof van Justitie | Hof van Cassatie | Hof van Cassatie | Hof van Cassatie | Hof van Cassatie | Hof van Beroep | Hof van Beroep  | Rechtbank van eerste aanleg | Rechtbank van eerste aanleg | Vredegerecht / Politierechtbank | Vredegerecht / Politierechtbank | Vredegerecht / Politierechtbank | Vredegerecht / Politierechtbank |
| Strafrecht       | Hof van Justitie | Hof van Cassatie | Hof van Cassatie | Hof van Cassatie | Hof van Cassatie | Hof van Beroep | Assisenhof      | Rechtbank van eerste aanleg | Rechtbank van eerste aanleg | Vredegerecht / Politierechtbank | Vredegerecht / Politierechtbank | Vredegerecht / Politierechtbank | Vredegerecht / Politierechtbank |

## Kieskanton Kortrijk
Het kieskanton Kortrijk ligt in het provinciedistrict Kortrijk, het kiesarrondissement Kortrijk-Ieper en  de kieskring West-Vlaanderen. Het beslaat de gemeenten Kortrijk, Anzegem, Kuurne, Lendelede en Zwevegem en bestaat uit 99 stembureaus.

### Structuur
| Kortrijk         | Kortrijk         | Supranationaal         | Nationaal                         | Nationaal                 | Gemeenschap               | Gewest                    | Provincie                 | Arrondissement  | Provinciedistrict | Kanton          | Gemeente                                         | District         |
| ---------------- | ---------------- | ---------------------- | --------------------------------- | ------------------------- | ------------------------- | ------------------------- | ------------------------- | --------------- | ----------------- | --------------- | ------------------------------------------------ | ---------------- |
| Administratief   | Niveau           | Europese Unie          | België                            | België                    | Vlaanderen                | Vlaanderen                | West-Vlaanderen           | Kortrijk        | Kortrijk          | Kortrijk        | Kortrijk, Anzegem, Kuurne, Lendelede en Zwevegem | -                |
| Administratief   | Bestuur          | Europese Commissie     | Belgische regering                | Belgische regering        | Vlaamse regering          | Vlaamse regering          | Deputatie                 | Deputatie       | Deputatie         | Deputatie       | Gemeentebestuur                                  | Districtscollege |
| Administratief   | Raad             | Europees Parlement     | Kamer van volksvertegenwoordigers | Vlaams Parlement          | Vlaams Parlement          | Vlaams Parlement          | Provincieraad             | Provincieraad   | Provincieraad     | Provincieraad   | Gemeenteraad                                     | Districtsraad    |
| Kiesomschrijving | Kiesomschrijving | Nederlands Kiescollege | Kieskring West-Vlaanderen         | Kieskring West-Vlaanderen | Kieskring West-Vlaanderen | Kieskring West-Vlaanderen | Kieskring West-Vlaanderen | Kortrijk-Ieper  | Kortrijk          | Kortrijk        | Kortrijk, Anzegem, Kuurne, Lendelede en Zwevegem | -                |
| Verkiezing       | Verkiezing       | Europese               | Federale                          | Federale                  | Vlaamse                   | Vlaamse                   | Provincieraads-           | Provincieraads- | Provincieraads-   | Provincieraads- | Gemeenteraads-                                   | Districtsraads-  |